# On the Transmigration of Souls
On the Transmigration of Souls for orkester, kor, børnekor og indspillede bånd er en komposition af John Adams bestilt af New York Philharmonic og Lincoln Center (og en anonym, men fremtrædende New York-familie) kort tid efter terrorangrebet den 11. september 2001.